# Careproctus batialis
Careproctus batialis är en fiskart som beskrevs av Popov, 1933. Careproctus batialis ingår i släktet Careproctus och familjen Liparidae. Inga underarter finns listade.